# Port lotniczy Xienglom
Port lotniczy Xienglom (IATA: XIE, ICAO: VLXL) – port lotniczy położony w Xienglom w Laosie.